# Sidney Sutherland
Pour les articles homonymes, voir Sutherland.
Sidney Sid E. Sutherland (né le 7 août 1901 et mort le 20 avril 1968 à Los Angeles) est un animateur, scénariste et ingénieur du son américain

## Filmographie partielle
- 1933 : Ladies They Talk About de Howard Bretherton et William Keighley
- 1934 : J'écoute (I've Got Your Number) de Ray Enright
- 1936 : Un avion obéissant de Tex Avery
- 1936 : Porky the Rainmaker de Tex Avery
- 1937 : Porky toréador (Picador Porky) de Tex Avery
- 1937 : Le Bungalow de l'oncle Tom (Uncle Tom's Bungalow) de Tex Avery
- 1937 : Le Jardin de Porky (Porky's Garden) de Tex Avery
- 1938 : The Mice Will Play de Tex Avery
- 1941 : Le Tour du monde en avion (Aviation Vacation) de Tex Avery
- 1941 : Un coin paisible de Bob Clampett
- 1942 : Bugs Bunny et le Chasseur d'or de Bob Clampett
- 1945 : Suzy des bas-fonds (Sunbonnet Sue) de Ralph Murphy
- 1946 : Wife Wanted de Phil Karlson